# Droits des lycéens
Ne doit pas être confondu avec Droits des élèves dans l'enseignement secondaire français.
 (avril 2020).
Droits des Lycéens (DL) est une association loi de 1901 créée en avril 2015, elle a pour objectif de promouvoir, défendre et faire connaître les droits des lycéens.

## Historique

### Origine
En février 2015, Clément Baillon, lycéen décide de créer un site d'informations. Constatant le manque d'informations claires et précises sur les droits des lycéens, il décide de fonder avec l'aide de Cléo Alduy, Loïc Le Morvan et Mélina Champernaud, l'association Droits des lycéens. Celle-ci est alors déclarée à la préfecture des Hauts-de-Seine le 2 avril 2015.

## Organisation

### Structuration
L'association Droits des lycéens est administrée par un conseil d'administration élu par l'assemblée générale, celui-ci élit ensuite, en son sein, les membres du bureau.

### Coordinations zonales
L’association Droits des lycéens compte onze antennes zonales qui couvrent l’intégralité de la France métropolitaine, des territoires d’outre-mer et des établissements scolaires français à l’étranger. Ces onze antennes zonales sont chacune animée par un coordinateur zonal. Ceux-ci sont accompagnés dans leurs actions par un responsable national, qui constitue leur relais au sein du bureau de l’association. Ces antennes zonales effectuent donc un travail quotidien au plus près du terrain.

### Conseil d'Honneur
L’association Droits des lycéens est dotée d'un conseil d'honneur constitué de membres ayant rendu des services particulièrement importants à cette dernière. La plupart du temps, il s'agit d'anciens administrateurs qui ont démontré un réel dévouement en s'investissant sur le temps long pour l'association. Les membres d'honneur sont nommés par décision du conseil d'administration.

### Le Pôle Communication
L'association Droits des lycéens dispose d'un pôle communication. Ce pôle a pour mission de gérer la présence publique de l'association sur les réseaux sociaux et de concevoir des outils de communication afin de promouvoir ses actions et ses messages.

### Le Pôle d'Assistance Juridique
La principale initiative de l'association « Droits des Lycéens » consiste à garantir un soutien essentiel aux élèves du lycée. Ce soutien se matérialise à travers le Pôle d'Assistance Juridique (P.A.J.), un service dédié à la disposition des lycéens. Le P.A.J. offre la possibilité aux lycéens de poser leurs questions et de solliciter de l'aide, que ce soit par le biais d'une hotline ou par mail. Ce service occupe une place centrale au sein de l'association, car il s'efforce de s'assurer que chaque lycéen ait accès à des informations juridiques essentielles. En fin de compte, le P.A.J. travaille à ce que la connaissance des droits soit accessible à tous les lycéens.
Depuis juillet 2023, sous la Présidence d'Emilio Benito, le P.A.J. ouvre ses services aux élèves collégiens, apportant depuis, une assistance à l'ensemble des élèves de l'enseignement secondaire.

## Actions

### Combat contre APB
Le 14 février 2018, Droits des lycéens « demande au gouvernement un éclaircissement sur l’amendement [no 204]. Cet amendement, proposé par le gouvernement et adopté par le Sénat en commission mixte paritaire évoque « la nécessaire protection du secret des délibérations » afin de prévoir que : « les obligations résultant des articles L. 311-3-1 et L. 312-1-3 du code des relations entre le public et l’administration sont réputées satisfaites dès lors que les candidats sont informés de la possibilité d’obtenir, s’ils en font la demande, la communication des informations relatives aux critères et modalités d’examen de leurs candidatures ainsi que des motifs pédagogiques qui justifient la décision prise ».
L’opacité du système APB, ont provoqué un sentiment d’injustice pour les étudiants qui se voyaient fermer les portes d’un service public sans véritable explication par la plateforme APB.
À la suite de ses actions, le nouveau gouvernement a décidé de réformer le système d’admission à l’université et a manifesté une volonté de transparence dans le futur processus. Alors qu’une réforme limitée sur des points précis aurait permis d’améliorer le système APB, le gouvernement a fait le choix d’un plan global et d’une réforme d’envergure en proposant le projet de loi relatif à l’orientation et à la réussite des étudiants.
L’association Droits des lycéens a suivi avec attention les débats et l’évolution du projet de loi. La Cour de Comptes, qui a auditionné Droits des lycéens, a rendu un rapport confirmant les faits dénoncés par l’association.

## Les droits des élèves
Les lycéens disposent de droits individuels et collectifs (liberté de réunion, liberté d'association, liberté de publication). Ils ont également des obligations à respecter. L'ensemble de ces droits et obligations contribuent à préparer les élèves à leurs responsabilités de citoyen. Le règlement intérieur précise la façon dont les droits et obligations des élèves sont appliqués dans l’établissement et à ses abords.

### Liberté d'expression et de religion
Conformément à la convention internationale des droits de l'enfant, les États signataires « garantissent à l'enfant qui est capable de discernement le droit d'exprimer librement son opinion sur toute question l'intéressant » (article 12). En France, jusqu'en 2004, l'application du principe de laïcité n'empêchait pas l'expression publique des engagements religieux. La loi du 15 mars 2004 a restreint ce droit d'expression. Le Code de l'éducation précise désormais que « dans les écoles, les collèges et lycées publics, le port de signes ou tenues par lesquels les élèves manifestent ostensiblement une appartenance religieuse est interdit ».
Le droit d'expression individuelle des professeurs, strictement limité à leur mission d'enseignement, est plus réduit que celui accordé aux élèves. Tout engagement de nature philosophique, religieuse ou politique susceptible de porter atteinte à la liberté de conscience des élèves et au rôle éducatif reconnu aux familles constituerait une faute grave. D'autre part, il n’existe pas de domaine réservé aux professeurs. Les questions relatives aux contenus des enseignements, à l'organisation des contrôles et aux pratiques de notation relèvent sans réserve du droit d'expression des élèves conformément à la convention internationale des droits de l'enfant.
Toutes les études menées sur le quotidien des élèves (François Dubet, 1991 ; Ballion, 1998 ; Rayou, 1998 ; Merle, 2005) aboutissent à des résultats comparables : le droit d'expression individuelle des élèves est peu connu et peu respecté. Ainsi, 56 % des professeurs considèrent que les élèves ne doivent pas être consultés et que l'on ne doit pas tenir compte de leur avis quand il est question de l'organisation des contrôles. Cette proportion est de 95 % quand il est question de la notation. Sur la question des notes, particulièrement sensible, les questions des élèves sollicitent pourtant le principe juridique de l'égalité de traitement et sont, pour une bonne part d'entre elles, totalement recevables (Pierre Merle, 2007).

### Le droit d'expression collective: libertés de réunion, d'association, de publication
La liberté de réunion est mise en œuvre selon des modalités différentes dans les collèges et les lycées. Dans les premiers, la liberté de réunion est à l'initiative des seuls représentants des élèves et pour le seul exercice de leurs fonctions. Elle se limite à des réunions préparatoires au conseil de classe. Dans les lycées, cette liberté, beaucoup plus étendue, est accordée sous réserve du respect des principes de neutralité et de laïcité.
La liberté de réunion est parfois limitée de façon abusive par les chefs d'établissement[réf. nécessaire]. La jurisprudence administrative a désormais admis des réunions abordant des questions d'intérêt général ou d'actualité sous réserve de l'absence de troubles dans l'établissement. Cette condition est parfois[Quand ?] interprétée de façon abusive.
La liberté d'association, non accordée aux collégiens, fait l'objet d'une procédure d'autorisation par le conseil d'administration de l'établissement scolaire. Le respect du principe de neutralité et de laïcité interdit la création d'associations à caractère politique ou religieux. Cette liberté d'association permet de fédérer des activités culturelles, scientifiques ou sociales (défense de l'environnement, promotion de la culture scientifique, lutte contre le racisme et la xénophobie...). Les lycéens ont recours modérément à cette liberté publique qui n'est pas une source de conflits dans les établissements scolaires. Par ailleurs, elle souffre de pratiques juridiques qui ont du mal à évoluer, voire qui régressent.
En effet, c'est délibérément que la loi française de juillet 1901 relative au contrat d'association n'introduit aucune restriction à l'encontre des mineurs. Le code civil prévoit expressément que le mineur peut être mandataire. Toutefois, l'administration française considérait, depuis la position exprimée en 1971 par le ministre de l'intérieur Raymond Marcellin, que le mineur ne pouvait être ni président, ni trésorier d'une association. La ratification en 1990 de la convention internationale des droits de l'enfant, qui reconnaît au mineur la liberté d’association, a entraîné une évolution de la position de l’administration française. Ainsi, un mineur a été élu président de l’association “ maison des lycées Henri Bergson ”, à Paris le 24 novembre 1995. Le bureau des associations de la Préfecture de Paris a donné son aval à cette élection, estimant que la convention internationale prévalait sur l'interprétation administrative de la loi française. Parallèlement, le ministère de l'intérieur a rappelé aux préfectures que l'enregistrement d'une association ne pouvait être refusé au motif qu'il était demandé par des mineurs. La circulaire ministérielle de février 2010 sur la Maison des lycéens précise : « Sa direction (présidence, secrétariat, trésorerie) est assurée par des lycéens. Ces derniers sont élus par les membres de l'association. L'abaissement de 18 à 16 ans de l'âge minimal pour prendre des responsabilités associatives au sein des établissements scolaires est une des conditions de la valorisation de cet engagement et fait actuellement l'objet d'un travail interministériel. » En découle, en juillet 2011, l'adoption de l'article 45 de la loi relative à l'alternance et la sécurisation des parcours professionnels, qui précise la possibilité pour les mineurs âgés d'au moins 16 ans d'exercer un mandat d'administration dans une association, sous réserve de l'accord écrit de leurs parents. Certains spécialistes considèrent cette position comme une reculade par rapport aux dispositions initiales de la loi de 1901. Malgré l'adoption de cette loi, deux associations ont été enregistrées : l'une avec un président de 15 ans en 2012, à la préfecture de Charleville-Mézières, la préfecture n'a pas fait de difficulté et une autre avec un Président de 16 ans et un secrétaire de 14 ans, que la sous-préfecture de Vouziers a accepté après l'envoi d'une lettre d'avocat.
Les lycéens disposent aussi de la liberté de publication. Cette liberté est encadrée par les règles relatives au droit de la presse, et celles spécifiques du droit de publication lycéen. Si des lycéens optent pour une diffusion interne à l'établissement, il ne leur est pas nécessaire de se constituer en association. Ils peuvent choisir parmi eux le responsable de la publication (avec autorisation de ses responsables légaux s'il est mineur) qui assumera personnellement la responsabilité des publications. Aucun texte ne prévoit un "droit de relecture" avant publication par le chef d'établissement, bien que cette pratique soit encore très répandue. Plusieurs publications peuvent exister au sein d'un même lycée.
L'exercice d'un droit de grève n'est pas prévu pour les lycéens. Faire grève contrevient à l'obligation d'assiduité en cours.